# The Peanuts Movie
The Peanuts Movie is een Amerikaanse 3D-animatiefilm uit 2015, geregisseerd door Steve Martino.

## Plot
Terwijl Charlie Brown vlinders in zijn buik krijgt wanneer een nieuw roodharig meisje op school komt, kiest zijn beagle-vriendje Snoopy het luchtruim om zijn aartsvijand De Rode Baron te achtervolgen.

## Rolverdeling
- Noah Schnapp als Charlie Brown
- Bill Melendez als Snoopy
- Hadley Belle Miller als Lucy van Pelt
- Alex Garfin als Linus van Pelt
- Noah Johnston als Schroeder
- Troy Andrews als mevrouw Othmar en moeder van roodharig meisje
- Francesca Capaldi als roodharig meisje en Frieda
- Madisyn Shipman als Violet Gray
- Kristin Chenoweth als Fifi

### Nederlandse Rolverdeling
- Willem de Groot als Charlie Brown
- Echica Florijn als Lucy van Pelt
- Matheu Hinzen als Linus van Pelt
- Manou Jue Cardoso als roodharig meisje
- Teuntje van 't Hof als Violet Gray
- Julius de Vriend als Franklin
- Madelief van Aken als Marice
- Polly Lindeboom als Sally Brown
- Tove Schroder als Peppermint Patty

## Computerspel
In 2015 publiceerde Activision het computerspel The Peanuts Movie: Snoopy's Grand Adventure dat is gebaseerd op de film. Het spel kwam uit op 3 november 2015 voor diverse spelcomputers.